# Hornie
Hornie (biał. Гарні, Harni; ros. Горни, Gorni) – wieś na Białorusi, w obwodzie grodzieńskim, w rejonie lidzkim, w sielsowiecie Trzeciakowce, przy linii kolejowej Lida – Mosty.

## Historia
W XIX i w początkach XX w. wieś i folwark położone w Rosji, w guberni wileńskiej, w powiecie lidzkim. W 1882 były własnością skarbową.
W dwudziestoleciu międzywojennym leżały w Polsce, w województwie nowogródzkim, w powiecie lidzkim, w gminie Lida. W 1921 miejscowość liczyła 244 mieszkańców, zamieszkałych w 49 budynkach, wyłącznie Polaków wyznania rzymskokatolickiego.
Po II wojnie światowej w granicach Związku Sowieckiego. Od 1991 w niepodległej Białorusi.

## Park Hornie
Znajduje się tu Park Hornie, należący do Leśnictwa Lida. 6,7 ha park założono w 1881 z inicjatywy carskiej służby leśnej. W 1967 na jego terenie powstał grób nieznanego żołnierza. W 2017 powstało przy nim jedyne na Białorusi leśne centrum edukacji ekologicznej.

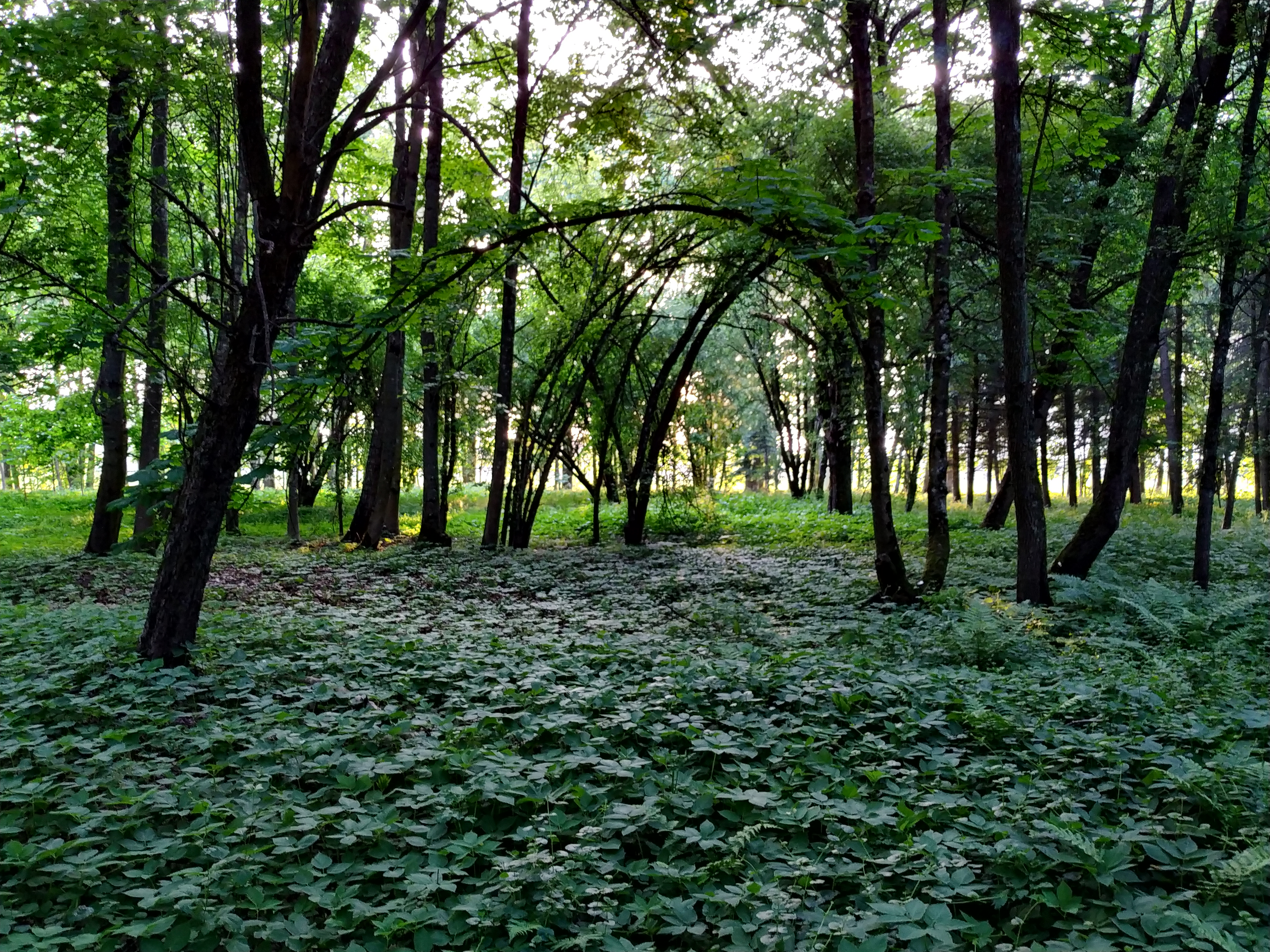
Park Hornie